# Iberli
Iberli é uma pequena aldeia turca que passa pela aldeia Čelevec no vale montanhoso oriental do município. Ela se encontra praticamente deserta. A maioria dos moradores agora mora em Čelevec ou em uma aldeia ainda não oficial mais recente do município, Laki. Laki fica ao lado da rodovia principal e, recentemente, a eletricidade foi trazida para essa aldeia. Ibirlija fica mais adiante do rio homônimo.